# Galeniek
De galeniek, ook galenica of galenische farmacie, is de wetenschap die zich bezighoudt met de werkwijze bij het maken van geneesmiddelen.
De naam is ontleend aan Galenus.
Hierbij wordt rekening gehouden met de scheikundige samenstelling van een geneesmiddel en de manier waarop het middel toegediend moet worden.
Naargelang de scheikundige samenstelling kunnen interacties optreden tussen het medicijn en de gebruikte hulpstoffen.
In de galenica bestudeert men de juiste manier van verwerken zodat er geen wijzigingen optreden in samenstelling tijdens het bewaringsproces en/of verwerkingsproces van geneesmiddelen. Hier worden ook technieken ontwikkeld om geneesmiddelen te verwerken tot gemakkelijk hanteerbare medicijnen.
Voorbeeld: bij de productie van suppo's kan het smeltpunt van het gebruikte vet wijzigen naargelang de samenstelling van het geneesmiddel (smeltpuntsverlaging of smeltpuntsverhoging).
Voorbeeld: bij de productie van gelcapsules is het belangrijk om in iedere gelcapsule evenveel actief bestanddeel te hebben;
hiervoor moeten soms hulpstoffen toegevoegd worden om de capsules op te vullen. Deze vulstoffen moeten chemisch neutraal zijn.
Het is belangrijk om de verschillende poeders te mengen volgens de mengregels.
De galeniek maakt onderdeel van de farmacie uit.